# 天津滨海农村商业银行
天津濱海農村商業銀行（簡稱：天津濱海農商銀行，縮寫：TJBHB）成立于2007年12月29日，由原天津市塘沽、大港、漢沽三家合作銀行及聯社改制重組而成，直接隸屬天津市委、市政府，以國有股權爲主導、外資和民營企業參股的一家混合所有制的現代商業銀行。
天津濱海農商銀行是中華人民共和國境內首家坐落于天津濱海新區和天津自貿區的商業銀行，首家發行二級資本債的商業銀行。也是銀監會批准的六家農商行信貸資産證券化試點單位之一，亦是天津市首家國內市場利率定價自律機制基礎成員並率先發售大額存單的法人銀行。在英國《銀行家》雜志最新發布的2017年全球1000家銀行中，該行一級資本排名第509位；在銀監會監管評級中，連續被評爲二級。

## 曆史沿革
- 2004年，天津市政府向國務院上報《天津市深化農村信用社改革的實施方案》，決定由天津市農村信用社塘沽聯社組建天津塘沽農村合作銀行。
- 2007年11月16日，經中國銀監會批示[2]，由原天津塘沽農村合作銀行、天津大港農村合作銀行和天津漢沽農村信用合作聯社改制重組爲天津濱海農村商業銀行。
- 2007年12月21日，天津銀監局以《天津銀監局關于天津濱海農村商業銀行股份有限公司開業的批複》（津銀監複[2007]387號）同意開業。
- 2007年12月29日正式開業，注冊資本20億元。

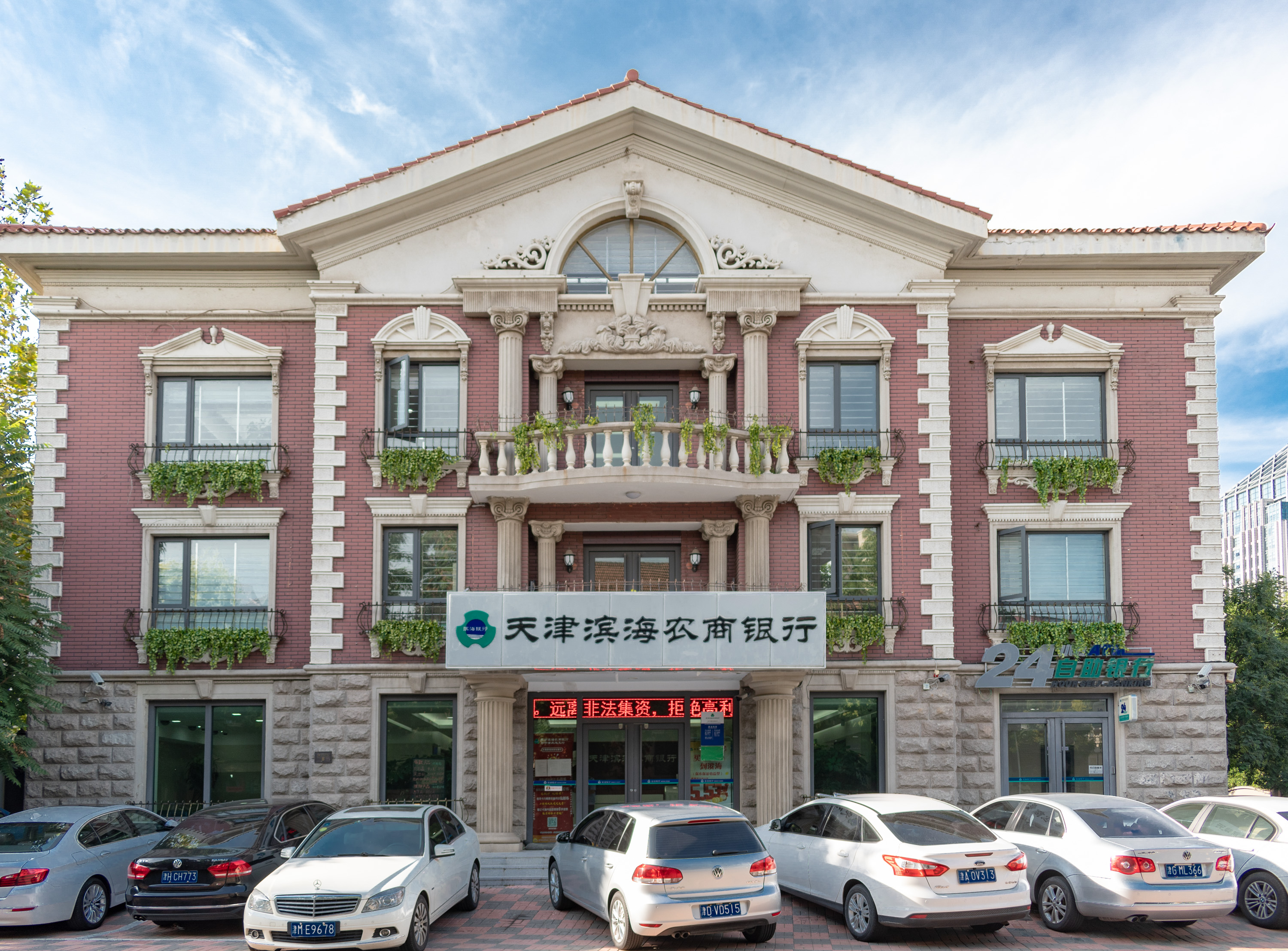
天津滨海农村商业银行营业网点

## 業務發展

### 瑞信方正輔導公開發行股票及上市
2014年以來，天津濱海農村商業銀行（簡稱：濱海農商銀行）不斷尋求在A股IPO上市。據了解，作爲天津的地方農村金融機構，天津農商銀行和濱海農商銀行在主要經營範圍、經營地域和客戶群體等方面基本相同，而天津農商銀行又爲濱海農商銀行第一大股東，持股5.28億股，占比11.87%，兩家銀行若將來利用證劵市場上市融資發展則存在著同業競爭問題。對此問題，天津市人民政府國有資産監督管理委員會稱，按照市政府對地方金融企業的布局，同時也爲了解決兩家銀行上市障礙，天津農商銀行通過産權交易市場實現了對濱海農商銀行的股權轉讓。

## 醜聞、糾紛、訴訟

### 原行长割腕自杀
2018年5月26日14时许，调任天津农村商业银行的党委书记、董事长的天津滨海农村商业银行原殷金宝在其办公室内割腕自杀身亡，媒体报道与其在天津滨海农村商业银行旧案被揭盖有关。

## 外部連結
- 天津濱海農村商業銀行官方網站（页面存档备份，存于）（简体中文）